# Alcione elainus
Alcione (nombre que significa "martín pescador" en griego) es un género extinto de pterosaurio nictosáurido cuyos restos fósiles se han encontrado en rocas que datan de la época del Maastrichtiense durante el final del Cretácico, procedente de la Cuenca Ouled Abdoun en Marruecos. Fue una de las seis nuevas especies de pterosaurios del Maastrichtiense que fueron descritas en 2018. Dos de estos pterosaurios aún no han sido nombrados.

## Descripción

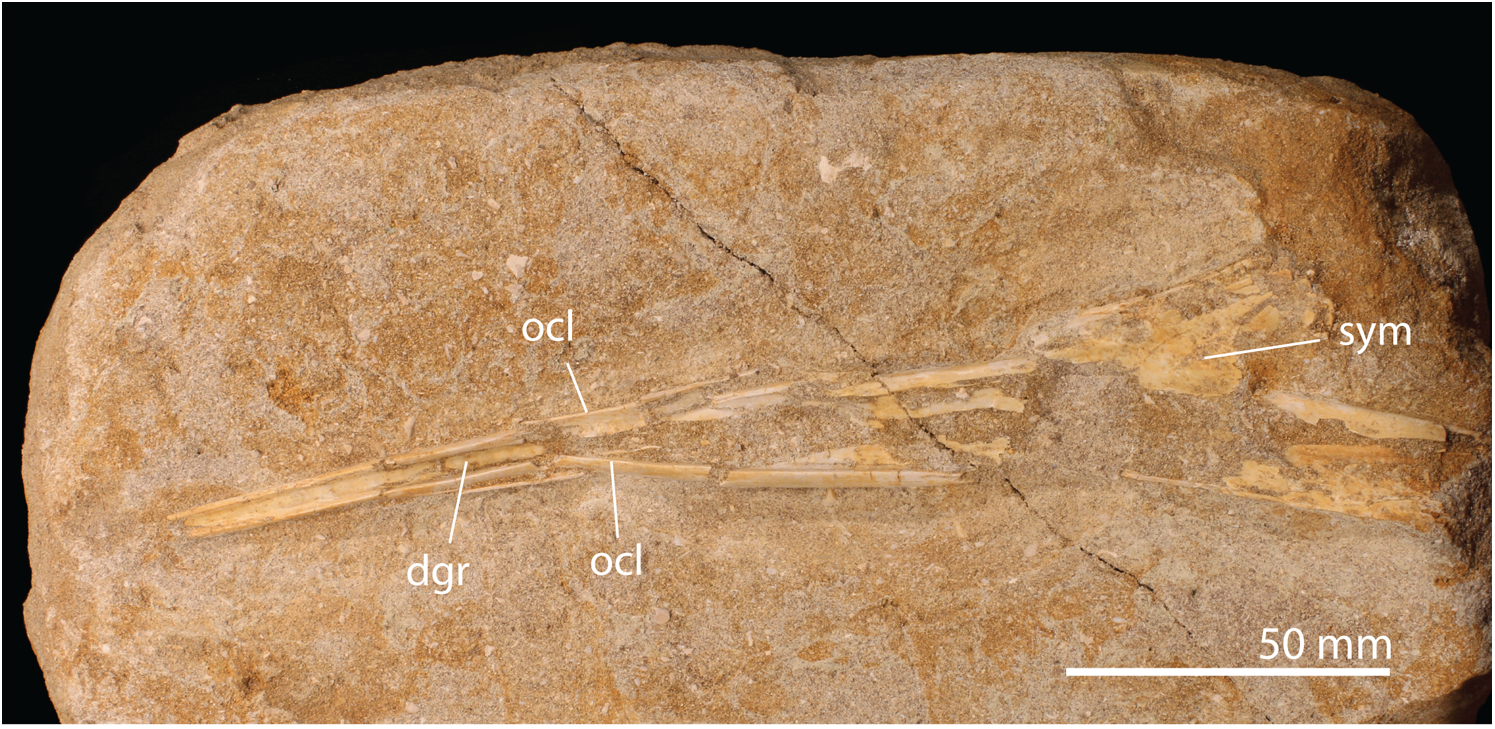
Mandíbula.

Alcione era un pequeño pterosaurio nictosáurido; las proporciones de sus extremidades eran relativamente cortas comparadas con las de otros pterosaurios relacionados. Por lo demás, su anatomía era la típica para este grupo. Su mandíbula era estrecha y en forma de letra Y (en vista dorsal), y carecía de dientes. En lugar de ello, poseía un pico con bordes afilados. El escapulocoracoides estaba fusionado en el espécimen tipo, lo cual sugiere que era un individuo maduro. Este hueso tiene forma de bumerán, una condición observada en muchos nictosáuridos, y en menor medida entre los pteranodóntidos.

## Paleobiología

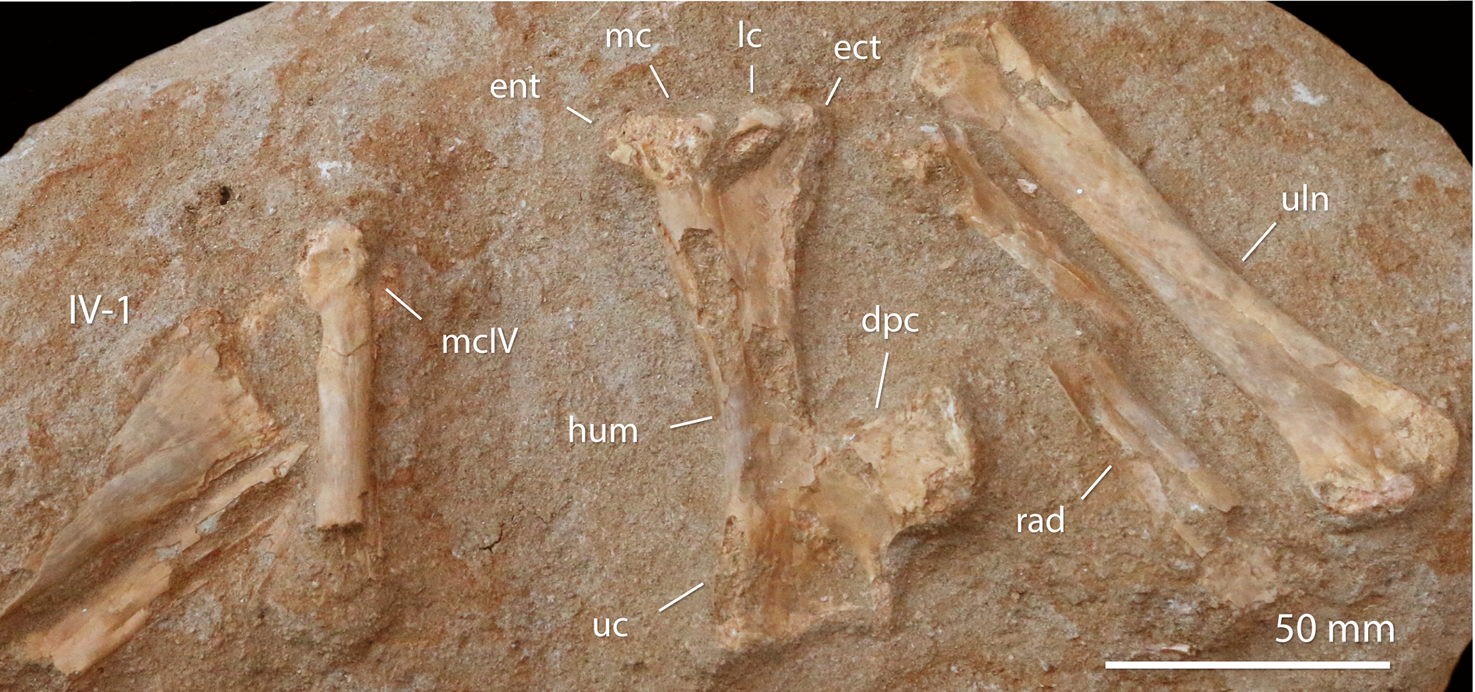
Ala derecha parcial.

Los especímenes de Alcione indican que tenían alas proporcionalmente más cortas que otros nictosáuridos, lo cual sugiere que en lugar de ser especialistas en el planeo dependían del vuelo rápido. Esto origina la posibilidad de que estuvieran adaptados al buceo propulsado por sus alas, como ocurre con los actuales cormoranes, rabijuncos y martines pescadores. Un húmero con una anatomía similar ha sido encontrado en depósitos del Maastrichtiense de Maryland, Estados Unidos, lo que sugiere que algunos nictosáuridos pueden haber ocupado un nicho ecológico comparable al de los álcidos.

## Paleoecología
La especie tipo, Alcione elainus fue descubierta en la Cuenca Ouled Abdoun, en donde coexistió con otros pterosaurios como Simurghia, Barbaridactylus, Tethydraco y Phosphatodraco y el dinosaurio Chenanisaurus.

## Filogenia
Alcione hace parte de la familia Nyctosauridae, y está particularmente relacionado con Simurghia, el cual también fue encontrado en la cuenca Ouled Abdoun.
A continuación se presenta un cladograma que muestra los resultados de un análisis filogenético presentado por primera vez por Andres y Myers en 2014 y con la adición de datos de Andres y colaboradores en 2018, que muestra la situación de Alcione dentro de Nyctosauridae;

|  | \| \| Geosternbergia sternbergi \| \| \| \| \| \| Pteranodon longiceps \| \| \| \| |
|  |                                                                                    |
|  | Tethydraco regalis                                                                 |
|  |                                                                                    |
|  | Geosternbergia sternbergi                                                          |
|  |                                                                                    |
|  | Pteranodon longiceps                                                               |
|  |                                                                                    |

|  | Geosternbergia sternbergi |
|  |                           |
|  | Pteranodon longiceps      |
|  |                           |

|  | \| \| Geosternbergia sternbergi \| \| \| \| \| \| Pteranodon longiceps \| \| \| \| |
|  |                                                                                    |
|  | Tethydraco regalis                                                                 |
|  |                                                                                    |
|  | Geosternbergia sternbergi                                                          |
|  |                                                                                    |
|  | Pteranodon longiceps                                                               |
|  |                                                                                    |

|  | Geosternbergia sternbergi |
|  |                           |
|  | Pteranodon longiceps      |
|  |                           |

|  | Alcione elanius   |
|  |                   |
|  | Simurghia robusta |
|  |                   |

|  | Barbaridactylus grandis |
|  |                         |
|  | Nyctosaurus lamegoi     |
|  |                         |

|  | Nyctosaurus nanus    |
|  |                      |
|  | Nyctosaurus gracilis |
|  |                      |

|  | Barbaridactylus grandis |
|  |                         |
|  | Nyctosaurus lamegoi     |
|  |                         |

|  | Nyctosaurus nanus    |
|  |                      |
|  | Nyctosaurus gracilis |
|  |                      |

|  | Barbaridactylus grandis |
|  |                         |
|  | Nyctosaurus lamegoi     |
|  |                         |

|  | Nyctosaurus nanus    |
|  |                      |
|  | Nyctosaurus gracilis |
|  |                      |

|  | Barbaridactylus grandis |
|  |                         |
|  | Nyctosaurus lamegoi     |
|  |                         |

|  | Nyctosaurus nanus    |
|  |                      |
|  | Nyctosaurus gracilis |
|  |                      |

|  | Alcione elanius   |
|  |                   |
|  | Simurghia robusta |
|  |                   |

|  | Barbaridactylus grandis |
|  |                         |
|  | Nyctosaurus lamegoi     |
|  |                         |

|  | Nyctosaurus nanus    |
|  |                      |
|  | Nyctosaurus gracilis |
|  |                      |

|  | Barbaridactylus grandis |
|  |                         |
|  | Nyctosaurus lamegoi     |
|  |                         |

|  | Nyctosaurus nanus    |
|  |                      |
|  | Nyctosaurus gracilis |
|  |                      |

|  | Barbaridactylus grandis |
|  |                         |
|  | Nyctosaurus lamegoi     |
|  |                         |

|  | Nyctosaurus nanus    |
|  |                      |
|  | Nyctosaurus gracilis |
|  |                      |

|  | Barbaridactylus grandis |
|  |                         |
|  | Nyctosaurus lamegoi     |
|  |                         |

|  | Nyctosaurus nanus    |
|  |                      |
|  | Nyctosaurus gracilis |
|  |                      |

|  | Alcione elanius   |
|  |                   |
|  | Simurghia robusta |
|  |                   |

|  | Barbaridactylus grandis |
|  |                         |
|  | Nyctosaurus lamegoi     |
|  |                         |

|  | Nyctosaurus nanus    |
|  |                      |
|  | Nyctosaurus gracilis |
|  |                      |

|  | Barbaridactylus grandis |
|  |                         |
|  | Nyctosaurus lamegoi     |
|  |                         |

|  | Nyctosaurus nanus    |
|  |                      |
|  | Nyctosaurus gracilis |
|  |                      |

|  | Barbaridactylus grandis |
|  |                         |
|  | Nyctosaurus lamegoi     |
|  |                         |

|  | Nyctosaurus nanus    |
|  |                      |
|  | Nyctosaurus gracilis |
|  |                      |

|  | Barbaridactylus grandis |
|  |                         |
|  | Nyctosaurus lamegoi     |
|  |                         |

|  | Nyctosaurus nanus    |
|  |                      |
|  | Nyctosaurus gracilis |
|  |                      |

|  | Alcione elanius   |
|  |                   |
|  | Simurghia robusta |
|  |                   |

|  | Barbaridactylus grandis |
|  |                         |
|  | Nyctosaurus lamegoi     |
|  |                         |

|  | Nyctosaurus nanus    |
|  |                      |
|  | Nyctosaurus gracilis |
|  |                      |

|  | Barbaridactylus grandis |
|  |                         |
|  | Nyctosaurus lamegoi     |
|  |                         |

|  | Nyctosaurus nanus    |
|  |                      |
|  | Nyctosaurus gracilis |
|  |                      |

|  | Barbaridactylus grandis |
|  |                         |
|  | Nyctosaurus lamegoi     |
|  |                         |

|  | Nyctosaurus nanus    |
|  |                      |
|  | Nyctosaurus gracilis |
|  |                      |

|  | Barbaridactylus grandis |
|  |                         |
|  | Nyctosaurus lamegoi     |
|  |                         |

|  | Nyctosaurus nanus    |
|  |                      |
|  | Nyctosaurus gracilis |
|  |                      |

|  | Alcione elanius   |
|  |                   |
|  | Simurghia robusta |
|  |                   |

|  | Barbaridactylus grandis |
|  |                         |
|  | Nyctosaurus lamegoi     |
|  |                         |

|  | Nyctosaurus nanus    |
|  |                      |
|  | Nyctosaurus gracilis |
|  |                      |

|  | Barbaridactylus grandis |
|  |                         |
|  | Nyctosaurus lamegoi     |
|  |                         |

|  | Nyctosaurus nanus    |
|  |                      |
|  | Nyctosaurus gracilis |
|  |                      |

|  | Barbaridactylus grandis |
|  |                         |
|  | Nyctosaurus lamegoi     |
|  |                         |

|  | Nyctosaurus nanus    |
|  |                      |
|  | Nyctosaurus gracilis |
|  |                      |

|  | Barbaridactylus grandis |
|  |                         |
|  | Nyctosaurus lamegoi     |
|  |                         |

|  | Nyctosaurus nanus    |
|  |                      |
|  | Nyctosaurus gracilis |
|  |                      |

|  | Alcione elanius   |
|  |                   |
|  | Simurghia robusta |
|  |                   |

|  | Barbaridactylus grandis |
|  |                         |
|  | Nyctosaurus lamegoi     |
|  |                         |

|  | Nyctosaurus nanus    |
|  |                      |
|  | Nyctosaurus gracilis |
|  |                      |

|  | Barbaridactylus grandis |
|  |                         |
|  | Nyctosaurus lamegoi     |
|  |                         |

|  | Nyctosaurus nanus    |
|  |                      |
|  | Nyctosaurus gracilis |
|  |                      |

|  | Barbaridactylus grandis |
|  |                         |
|  | Nyctosaurus lamegoi     |
|  |                         |

|  | Nyctosaurus nanus    |
|  |                      |
|  | Nyctosaurus gracilis |
|  |                      |

|  | Barbaridactylus grandis |
|  |                         |
|  | Nyctosaurus lamegoi     |
|  |                         |

|  | Nyctosaurus nanus    |
|  |                      |
|  | Nyctosaurus gracilis |
|  |                      |

|  | Alcione elanius   |
|  |                   |
|  | Simurghia robusta |
|  |                   |

|  | Barbaridactylus grandis |
|  |                         |
|  | Nyctosaurus lamegoi     |
|  |                         |

|  | Nyctosaurus nanus    |
|  |                      |
|  | Nyctosaurus gracilis |
|  |                      |

|  | Barbaridactylus grandis |
|  |                         |
|  | Nyctosaurus lamegoi     |
|  |                         |

|  | Nyctosaurus nanus    |
|  |                      |
|  | Nyctosaurus gracilis |
|  |                      |

|  | Barbaridactylus grandis |
|  |                         |
|  | Nyctosaurus lamegoi     |
|  |                         |

|  | Nyctosaurus nanus    |
|  |                      |
|  | Nyctosaurus gracilis |
|  |                      |

|  | Barbaridactylus grandis |
|  |                         |
|  | Nyctosaurus lamegoi     |
|  |                         |

|  | Nyctosaurus nanus    |
|  |                      |
|  | Nyctosaurus gracilis |
|  |                      |

|  | Alcione elanius   |
|  |                   |
|  | Simurghia robusta |
|  |                   |

|  | Barbaridactylus grandis |
|  |                         |
|  | Nyctosaurus lamegoi     |
|  |                         |

|  | Nyctosaurus nanus    |
|  |                      |
|  | Nyctosaurus gracilis |
|  |                      |

|  | Barbaridactylus grandis |
|  |                         |
|  | Nyctosaurus lamegoi     |
|  |                         |

|  | Nyctosaurus nanus    |
|  |                      |
|  | Nyctosaurus gracilis |
|  |                      |

|  | Barbaridactylus grandis |
|  |                         |
|  | Nyctosaurus lamegoi     |
|  |                         |

|  | Nyctosaurus nanus    |
|  |                      |
|  | Nyctosaurus gracilis |
|  |                      |

|  | Barbaridactylus grandis |
|  |                         |
|  | Nyctosaurus lamegoi     |
|  |                         |

|  | Nyctosaurus nanus    |
|  |                      |
|  | Nyctosaurus gracilis |
|  |                      |

|  | \| \| Geosternbergia sternbergi \| \| \| \| \| \| Pteranodon longiceps \| \| \| \| |
|  |                                                                                    |
|  | Tethydraco regalis                                                                 |
|  |                                                                                    |
|  | Geosternbergia sternbergi                                                          |
|  |                                                                                    |
|  | Pteranodon longiceps                                                               |
|  |                                                                                    |

|  | Geosternbergia sternbergi |
|  |                           |
|  | Pteranodon longiceps      |
|  |                           |

|  | \| \| Geosternbergia sternbergi \| \| \| \| \| \| Pteranodon longiceps \| \| \| \| |
|  |                                                                                    |
|  | Tethydraco regalis                                                                 |
|  |                                                                                    |
|  | Geosternbergia sternbergi                                                          |
|  |                                                                                    |
|  | Pteranodon longiceps                                                               |
|  |                                                                                    |

|  | Geosternbergia sternbergi |
|  |                           |
|  | Pteranodon longiceps      |
|  |                           |

|  | Alcione elanius   |
|  |                   |
|  | Simurghia robusta |
|  |                   |

|  | Barbaridactylus grandis |
|  |                         |
|  | Nyctosaurus lamegoi     |
|  |                         |

|  | Nyctosaurus nanus    |
|  |                      |
|  | Nyctosaurus gracilis |
|  |                      |

|  | Barbaridactylus grandis |
|  |                         |
|  | Nyctosaurus lamegoi     |
|  |                         |

|  | Nyctosaurus nanus    |
|  |                      |
|  | Nyctosaurus gracilis |
|  |                      |

|  | Barbaridactylus grandis |
|  |                         |
|  | Nyctosaurus lamegoi     |
|  |                         |

|  | Nyctosaurus nanus    |
|  |                      |
|  | Nyctosaurus gracilis |
|  |                      |

|  | Barbaridactylus grandis |
|  |                         |
|  | Nyctosaurus lamegoi     |
|  |                         |

|  | Nyctosaurus nanus    |
|  |                      |
|  | Nyctosaurus gracilis |
|  |                      |

|  | Alcione elanius   |
|  |                   |
|  | Simurghia robusta |
|  |                   |

|  | Barbaridactylus grandis |
|  |                         |
|  | Nyctosaurus lamegoi     |
|  |                         |

|  | Nyctosaurus nanus    |
|  |                      |
|  | Nyctosaurus gracilis |
|  |                      |

|  | Barbaridactylus grandis |
|  |                         |
|  | Nyctosaurus lamegoi     |
|  |                         |

|  | Nyctosaurus nanus    |
|  |                      |
|  | Nyctosaurus gracilis |
|  |                      |

|  | Barbaridactylus grandis |
|  |                         |
|  | Nyctosaurus lamegoi     |
|  |                         |

|  | Nyctosaurus nanus    |
|  |                      |
|  | Nyctosaurus gracilis |
|  |                      |

|  | Barbaridactylus grandis |
|  |                         |
|  | Nyctosaurus lamegoi     |
|  |                         |

|  | Nyctosaurus nanus    |
|  |                      |
|  | Nyctosaurus gracilis |
|  |                      |

|  | Alcione elanius   |
|  |                   |
|  | Simurghia robusta |
|  |                   |

|  | Barbaridactylus grandis |
|  |                         |
|  | Nyctosaurus lamegoi     |
|  |                         |

|  | Nyctosaurus nanus    |
|  |                      |
|  | Nyctosaurus gracilis |
|  |                      |

|  | Barbaridactylus grandis |
|  |                         |
|  | Nyctosaurus lamegoi     |
|  |                         |

|  | Nyctosaurus nanus    |
|  |                      |
|  | Nyctosaurus gracilis |
|  |                      |

|  | Barbaridactylus grandis |
|  |                         |
|  | Nyctosaurus lamegoi     |
|  |                         |

|  | Nyctosaurus nanus    |
|  |                      |
|  | Nyctosaurus gracilis |
|  |                      |

|  | Barbaridactylus grandis |
|  |                         |
|  | Nyctosaurus lamegoi     |
|  |                         |

|  | Nyctosaurus nanus    |
|  |                      |
|  | Nyctosaurus gracilis |
|  |                      |

|  | Alcione elanius   |
|  |                   |
|  | Simurghia robusta |
|  |                   |

|  | Barbaridactylus grandis |
|  |                         |
|  | Nyctosaurus lamegoi     |
|  |                         |

|  | Nyctosaurus nanus    |
|  |                      |
|  | Nyctosaurus gracilis |
|  |                      |

|  | Barbaridactylus grandis |
|  |                         |
|  | Nyctosaurus lamegoi     |
|  |                         |

|  | Nyctosaurus nanus    |
|  |                      |
|  | Nyctosaurus gracilis |
|  |                      |

|  | Barbaridactylus grandis |
|  |                         |
|  | Nyctosaurus lamegoi     |
|  |                         |

|  | Nyctosaurus nanus    |
|  |                      |
|  | Nyctosaurus gracilis |
|  |                      |

|  | Barbaridactylus grandis |
|  |                         |
|  | Nyctosaurus lamegoi     |
|  |                         |

|  | Nyctosaurus nanus    |
|  |                      |
|  | Nyctosaurus gracilis |
|  |                      |

|  | Alcione elanius   |
|  |                   |
|  | Simurghia robusta |
|  |                   |

|  | Barbaridactylus grandis |
|  |                         |
|  | Nyctosaurus lamegoi     |
|  |                         |

|  | Nyctosaurus nanus    |
|  |                      |
|  | Nyctosaurus gracilis |
|  |                      |

|  | Barbaridactylus grandis |
|  |                         |
|  | Nyctosaurus lamegoi     |
|  |                         |

|  | Nyctosaurus nanus    |
|  |                      |
|  | Nyctosaurus gracilis |
|  |                      |

|  | Barbaridactylus grandis |
|  |                         |
|  | Nyctosaurus lamegoi     |
|  |                         |

|  | Nyctosaurus nanus    |
|  |                      |
|  | Nyctosaurus gracilis |
|  |                      |

|  | Barbaridactylus grandis |
|  |                         |
|  | Nyctosaurus lamegoi     |
|  |                         |

|  | Nyctosaurus nanus    |
|  |                      |
|  | Nyctosaurus gracilis |
|  |                      |

|  | Alcione elanius   |
|  |                   |
|  | Simurghia robusta |
|  |                   |

|  | Barbaridactylus grandis |
|  |                         |
|  | Nyctosaurus lamegoi     |
|  |                         |

|  | Nyctosaurus nanus    |
|  |                      |
|  | Nyctosaurus gracilis |
|  |                      |

|  | Barbaridactylus grandis |
|  |                         |
|  | Nyctosaurus lamegoi     |
|  |                         |

|  | Nyctosaurus nanus    |
|  |                      |
|  | Nyctosaurus gracilis |
|  |                      |

|  | Barbaridactylus grandis |
|  |                         |
|  | Nyctosaurus lamegoi     |
|  |                         |

|  | Nyctosaurus nanus    |
|  |                      |
|  | Nyctosaurus gracilis |
|  |                      |

|  | Barbaridactylus grandis |
|  |                         |
|  | Nyctosaurus lamegoi     |
|  |                         |

|  | Nyctosaurus nanus    |
|  |                      |
|  | Nyctosaurus gracilis |
|  |                      |

|  | Alcione elanius   |
|  |                   |
|  | Simurghia robusta |
|  |                   |

|  | Barbaridactylus grandis |
|  |                         |
|  | Nyctosaurus lamegoi     |
|  |                         |

|  | Nyctosaurus nanus    |
|  |                      |
|  | Nyctosaurus gracilis |
|  |                      |

|  | Barbaridactylus grandis |
|  |                         |
|  | Nyctosaurus lamegoi     |
|  |                         |

|  | Nyctosaurus nanus    |
|  |                      |
|  | Nyctosaurus gracilis |
|  |                      |

|  | Barbaridactylus grandis |
|  |                         |
|  | Nyctosaurus lamegoi     |
|  |                         |

|  | Nyctosaurus nanus    |
|  |                      |
|  | Nyctosaurus gracilis |
|  |                      |

|  | Barbaridactylus grandis |
|  |                         |
|  | Nyctosaurus lamegoi     |
|  |                         |

|  | Nyctosaurus nanus    |
|  |                      |
|  | Nyctosaurus gracilis |
|  |                      |

|  | Alcione elanius   |
|  |                   |
|  | Simurghia robusta |
|  |                   |

|  | Barbaridactylus grandis |
|  |                         |
|  | Nyctosaurus lamegoi     |
|  |                         |

|  | Nyctosaurus nanus    |
|  |                      |
|  | Nyctosaurus gracilis |
|  |                      |

|  | Barbaridactylus grandis |
|  |                         |
|  | Nyctosaurus lamegoi     |
|  |                         |

|  | Nyctosaurus nanus    |
|  |                      |
|  | Nyctosaurus gracilis |
|  |                      |

|  | Barbaridactylus grandis |
|  |                         |
|  | Nyctosaurus lamegoi     |
|  |                         |

|  | Nyctosaurus nanus    |
|  |                      |
|  | Nyctosaurus gracilis |
|  |                      |

|  | Barbaridactylus grandis |
|  |                         |
|  | Nyctosaurus lamegoi     |
|  |                         |

|  | Nyctosaurus nanus    |
|  |                      |
|  | Nyctosaurus gracilis |
|  |                      |

|  | \| \| Geosternbergia sternbergi \| \| \| \| \| \| Pteranodon longiceps \| \| \| \| |
|  |                                                                                    |
|  | Tethydraco regalis                                                                 |
|  |                                                                                    |
|  | Geosternbergia sternbergi                                                          |
|  |                                                                                    |
|  | Pteranodon longiceps                                                               |
|  |                                                                                    |

|  | Geosternbergia sternbergi |
|  |                           |
|  | Pteranodon longiceps      |
|  |                           |

|  | \| \| Geosternbergia sternbergi \| \| \| \| \| \| Pteranodon longiceps \| \| \| \| |
|  |                                                                                    |
|  | Tethydraco regalis                                                                 |
|  |                                                                                    |
|  | Geosternbergia sternbergi                                                          |
|  |                                                                                    |
|  | Pteranodon longiceps                                                               |
|  |                                                                                    |

|  | Geosternbergia sternbergi |
|  |                           |
|  | Pteranodon longiceps      |
|  |                           |

|  | Alcione elanius   |
|  |                   |
|  | Simurghia robusta |
|  |                   |

|  | Barbaridactylus grandis |
|  |                         |
|  | Nyctosaurus lamegoi     |
|  |                         |

|  | Nyctosaurus nanus    |
|  |                      |
|  | Nyctosaurus gracilis |
|  |                      |

|  | Barbaridactylus grandis |
|  |                         |
|  | Nyctosaurus lamegoi     |
|  |                         |

|  | Nyctosaurus nanus    |
|  |                      |
|  | Nyctosaurus gracilis |
|  |                      |

|  | Barbaridactylus grandis |
|  |                         |
|  | Nyctosaurus lamegoi     |
|  |                         |

|  | Nyctosaurus nanus    |
|  |                      |
|  | Nyctosaurus gracilis |
|  |                      |

|  | Barbaridactylus grandis |
|  |                         |
|  | Nyctosaurus lamegoi     |
|  |                         |

|  | Nyctosaurus nanus    |
|  |                      |
|  | Nyctosaurus gracilis |
|  |                      |

|  | Alcione elanius   |
|  |                   |
|  | Simurghia robusta |
|  |                   |

|  | Barbaridactylus grandis |
|  |                         |
|  | Nyctosaurus lamegoi     |
|  |                         |

|  | Nyctosaurus nanus    |
|  |                      |
|  | Nyctosaurus gracilis |
|  |                      |

|  | Barbaridactylus grandis |
|  |                         |
|  | Nyctosaurus lamegoi     |
|  |                         |

|  | Nyctosaurus nanus    |
|  |                      |
|  | Nyctosaurus gracilis |
|  |                      |

|  | Barbaridactylus grandis |
|  |                         |
|  | Nyctosaurus lamegoi     |
|  |                         |

|  | Nyctosaurus nanus    |
|  |                      |
|  | Nyctosaurus gracilis |
|  |                      |

|  | Barbaridactylus grandis |
|  |                         |
|  | Nyctosaurus lamegoi     |
|  |                         |

|  | Nyctosaurus nanus    |
|  |                      |
|  | Nyctosaurus gracilis |
|  |                      |

|  | Alcione elanius   |
|  |                   |
|  | Simurghia robusta |
|  |                   |

|  | Barbaridactylus grandis |
|  |                         |
|  | Nyctosaurus lamegoi     |
|  |                         |

|  | Nyctosaurus nanus    |
|  |                      |
|  | Nyctosaurus gracilis |
|  |                      |

|  | Barbaridactylus grandis |
|  |                         |
|  | Nyctosaurus lamegoi     |
|  |                         |

|  | Nyctosaurus nanus    |
|  |                      |
|  | Nyctosaurus gracilis |
|  |                      |

|  | Barbaridactylus grandis |
|  |                         |
|  | Nyctosaurus lamegoi     |
|  |                         |

|  | Nyctosaurus nanus    |
|  |                      |
|  | Nyctosaurus gracilis |
|  |                      |

|  | Barbaridactylus grandis |
|  |                         |
|  | Nyctosaurus lamegoi     |
|  |                         |

|  | Nyctosaurus nanus    |
|  |                      |
|  | Nyctosaurus gracilis |
|  |                      |

|  | Alcione elanius   |
|  |                   |
|  | Simurghia robusta |
|  |                   |

|  | Barbaridactylus grandis |
|  |                         |
|  | Nyctosaurus lamegoi     |
|  |                         |

|  | Nyctosaurus nanus    |
|  |                      |
|  | Nyctosaurus gracilis |
|  |                      |

|  | Barbaridactylus grandis |
|  |                         |
|  | Nyctosaurus lamegoi     |
|  |                         |

|  | Nyctosaurus nanus    |
|  |                      |
|  | Nyctosaurus gracilis |
|  |                      |

|  | Barbaridactylus grandis |
|  |                         |
|  | Nyctosaurus lamegoi     |
|  |                         |

|  | Nyctosaurus nanus    |
|  |                      |
|  | Nyctosaurus gracilis |
|  |                      |

|  | Barbaridactylus grandis |
|  |                         |
|  | Nyctosaurus lamegoi     |
|  |                         |

|  | Nyctosaurus nanus    |
|  |                      |
|  | Nyctosaurus gracilis |
|  |                      |

|  | Alcione elanius   |
|  |                   |
|  | Simurghia robusta |
|  |                   |

|  | Barbaridactylus grandis |
|  |                         |
|  | Nyctosaurus lamegoi     |
|  |                         |

|  | Nyctosaurus nanus    |
|  |                      |
|  | Nyctosaurus gracilis |
|  |                      |

|  | Barbaridactylus grandis |
|  |                         |
|  | Nyctosaurus lamegoi     |
|  |                         |

|  | Nyctosaurus nanus    |
|  |                      |
|  | Nyctosaurus gracilis |
|  |                      |

|  | Barbaridactylus grandis |
|  |                         |
|  | Nyctosaurus lamegoi     |
|  |                         |

|  | Nyctosaurus nanus    |
|  |                      |
|  | Nyctosaurus gracilis |
|  |                      |

|  | Barbaridactylus grandis |
|  |                         |
|  | Nyctosaurus lamegoi     |
|  |                         |

|  | Nyctosaurus nanus    |
|  |                      |
|  | Nyctosaurus gracilis |
|  |                      |

|  | Alcione elanius   |
|  |                   |
|  | Simurghia robusta |
|  |                   |

|  | Barbaridactylus grandis |
|  |                         |
|  | Nyctosaurus lamegoi     |
|  |                         |

|  | Nyctosaurus nanus    |
|  |                      |
|  | Nyctosaurus gracilis |
|  |                      |

|  | Barbaridactylus grandis |
|  |                         |
|  | Nyctosaurus lamegoi     |
|  |                         |

|  | Nyctosaurus nanus    |
|  |                      |
|  | Nyctosaurus gracilis |
|  |                      |

|  | Barbaridactylus grandis |
|  |                         |
|  | Nyctosaurus lamegoi     |
|  |                         |

|  | Nyctosaurus nanus    |
|  |                      |
|  | Nyctosaurus gracilis |
|  |                      |

|  | Barbaridactylus grandis |
|  |                         |
|  | Nyctosaurus lamegoi     |
|  |                         |

|  | Nyctosaurus nanus    |
|  |                      |
|  | Nyctosaurus gracilis |
|  |                      |

|  | Alcione elanius   |
|  |                   |
|  | Simurghia robusta |
|  |                   |

|  | Barbaridactylus grandis |
|  |                         |
|  | Nyctosaurus lamegoi     |
|  |                         |

|  | Nyctosaurus nanus    |
|  |                      |
|  | Nyctosaurus gracilis |
|  |                      |

|  | Barbaridactylus grandis |
|  |                         |
|  | Nyctosaurus lamegoi     |
|  |                         |

|  | Nyctosaurus nanus    |
|  |                      |
|  | Nyctosaurus gracilis |
|  |                      |

|  | Barbaridactylus grandis |
|  |                         |
|  | Nyctosaurus lamegoi     |
|  |                         |

|  | Nyctosaurus nanus    |
|  |                      |
|  | Nyctosaurus gracilis |
|  |                      |

|  | Barbaridactylus grandis |
|  |                         |
|  | Nyctosaurus lamegoi     |
|  |                         |

|  | Nyctosaurus nanus    |
|  |                      |
|  | Nyctosaurus gracilis |
|  |                      |

|  | Alcione elanius   |
|  |                   |
|  | Simurghia robusta |
|  |                   |

|  | Barbaridactylus grandis |
|  |                         |
|  | Nyctosaurus lamegoi     |
|  |                         |

|  | Nyctosaurus nanus    |
|  |                      |
|  | Nyctosaurus gracilis |
|  |                      |

|  | Barbaridactylus grandis |
|  |                         |
|  | Nyctosaurus lamegoi     |
|  |                         |

|  | Nyctosaurus nanus    |
|  |                      |
|  | Nyctosaurus gracilis |
|  |                      |

|  | Barbaridactylus grandis |
|  |                         |
|  | Nyctosaurus lamegoi     |
|  |                         |

|  | Nyctosaurus nanus    |
|  |                      |
|  | Nyctosaurus gracilis |
|  |                      |

|  | Barbaridactylus grandis |
|  |                         |
|  | Nyctosaurus lamegoi     |
|  |                         |

|  | Nyctosaurus nanus    |
|  |                      |
|  | Nyctosaurus gracilis |
|  |                      |

|  | \| \| Geosternbergia sternbergi \| \| \| \| \| \| Pteranodon longiceps \| \| \| \| |
|  |                                                                                    |
|  | Tethydraco regalis                                                                 |
|  |                                                                                    |
|  | Geosternbergia sternbergi                                                          |
|  |                                                                                    |
|  | Pteranodon longiceps                                                               |
|  |                                                                                    |

|  | Geosternbergia sternbergi |
|  |                           |
|  | Pteranodon longiceps      |
|  |                           |

|  | \| \| Geosternbergia sternbergi \| \| \| \| \| \| Pteranodon longiceps \| \| \| \| |
|  |                                                                                    |
|  | Tethydraco regalis                                                                 |
|  |                                                                                    |
|  | Geosternbergia sternbergi                                                          |
|  |                                                                                    |
|  | Pteranodon longiceps                                                               |
|  |                                                                                    |

|  | Geosternbergia sternbergi |
|  |                           |
|  | Pteranodon longiceps      |
|  |                           |

|  | Alcione elanius   |
|  |                   |
|  | Simurghia robusta |
|  |                   |

|  | Barbaridactylus grandis |
|  |                         |
|  | Nyctosaurus lamegoi     |
|  |                         |

|  | Nyctosaurus nanus    |
|  |                      |
|  | Nyctosaurus gracilis |
|  |                      |

|  | Barbaridactylus grandis |
|  |                         |
|  | Nyctosaurus lamegoi     |
|  |                         |

|  | Nyctosaurus nanus    |
|  |                      |
|  | Nyctosaurus gracilis |
|  |                      |

|  | Barbaridactylus grandis |
|  |                         |
|  | Nyctosaurus lamegoi     |
|  |                         |

|  | Nyctosaurus nanus    |
|  |                      |
|  | Nyctosaurus gracilis |
|  |                      |

|  | Barbaridactylus grandis |
|  |                         |
|  | Nyctosaurus lamegoi     |
|  |                         |

|  | Nyctosaurus nanus    |
|  |                      |
|  | Nyctosaurus gracilis |
|  |                      |

|  | Alcione elanius   |
|  |                   |
|  | Simurghia robusta |
|  |                   |

|  | Barbaridactylus grandis |
|  |                         |
|  | Nyctosaurus lamegoi     |
|  |                         |

|  | Nyctosaurus nanus    |
|  |                      |
|  | Nyctosaurus gracilis |
|  |                      |

|  | Barbaridactylus grandis |
|  |                         |
|  | Nyctosaurus lamegoi     |
|  |                         |

|  | Nyctosaurus nanus    |
|  |                      |
|  | Nyctosaurus gracilis |
|  |                      |

|  | Barbaridactylus grandis |
|  |                         |
|  | Nyctosaurus lamegoi     |
|  |                         |

|  | Nyctosaurus nanus    |
|  |                      |
|  | Nyctosaurus gracilis |
|  |                      |

|  | Barbaridactylus grandis |
|  |                         |
|  | Nyctosaurus lamegoi     |
|  |                         |

|  | Nyctosaurus nanus    |
|  |                      |
|  | Nyctosaurus gracilis |
|  |                      |

|  | Alcione elanius   |
|  |                   |
|  | Simurghia robusta |
|  |                   |

|  | Barbaridactylus grandis |
|  |                         |
|  | Nyctosaurus lamegoi     |
|  |                         |

|  | Nyctosaurus nanus    |
|  |                      |
|  | Nyctosaurus gracilis |
|  |                      |

|  | Barbaridactylus grandis |
|  |                         |
|  | Nyctosaurus lamegoi     |
|  |                         |

|  | Nyctosaurus nanus    |
|  |                      |
|  | Nyctosaurus gracilis |
|  |                      |

|  | Barbaridactylus grandis |
|  |                         |
|  | Nyctosaurus lamegoi     |
|  |                         |

|  | Nyctosaurus nanus    |
|  |                      |
|  | Nyctosaurus gracilis |
|  |                      |

|  | Barbaridactylus grandis |
|  |                         |
|  | Nyctosaurus lamegoi     |
|  |                         |

|  | Nyctosaurus nanus    |
|  |                      |
|  | Nyctosaurus gracilis |
|  |                      |

|  | Alcione elanius   |
|  |                   |
|  | Simurghia robusta |
|  |                   |

|  | Barbaridactylus grandis |
|  |                         |
|  | Nyctosaurus lamegoi     |
|  |                         |

|  | Nyctosaurus nanus    |
|  |                      |
|  | Nyctosaurus gracilis |
|  |                      |

|  | Barbaridactylus grandis |
|  |                         |
|  | Nyctosaurus lamegoi     |
|  |                         |

|  | Nyctosaurus nanus    |
|  |                      |
|  | Nyctosaurus gracilis |
|  |                      |

|  | Barbaridactylus grandis |
|  |                         |
|  | Nyctosaurus lamegoi     |
|  |                         |

|  | Nyctosaurus nanus    |
|  |                      |
|  | Nyctosaurus gracilis |
|  |                      |

|  | Barbaridactylus grandis |
|  |                         |
|  | Nyctosaurus lamegoi     |
|  |                         |

|  | Nyctosaurus nanus    |
|  |                      |
|  | Nyctosaurus gracilis |
|  |                      |

|  | Alcione elanius   |
|  |                   |
|  | Simurghia robusta |
|  |                   |

|  | Barbaridactylus grandis |
|  |                         |
|  | Nyctosaurus lamegoi     |
|  |                         |

|  | Nyctosaurus nanus    |
|  |                      |
|  | Nyctosaurus gracilis |
|  |                      |

|  | Barbaridactylus grandis |
|  |                         |
|  | Nyctosaurus lamegoi     |
|  |                         |

|  | Nyctosaurus nanus    |
|  |                      |
|  | Nyctosaurus gracilis |
|  |                      |

|  | Barbaridactylus grandis |
|  |                         |
|  | Nyctosaurus lamegoi     |
|  |                         |

|  | Nyctosaurus nanus    |
|  |                      |
|  | Nyctosaurus gracilis |
|  |                      |

|  | Barbaridactylus grandis |
|  |                         |
|  | Nyctosaurus lamegoi     |
|  |                         |

|  | Nyctosaurus nanus    |
|  |                      |
|  | Nyctosaurus gracilis |
|  |                      |

|  | Alcione elanius   |
|  |                   |
|  | Simurghia robusta |
|  |                   |

|  | Barbaridactylus grandis |
|  |                         |
|  | Nyctosaurus lamegoi     |
|  |                         |

|  | Nyctosaurus nanus    |
|  |                      |
|  | Nyctosaurus gracilis |
|  |                      |

|  | Barbaridactylus grandis |
|  |                         |
|  | Nyctosaurus lamegoi     |
|  |                         |

|  | Nyctosaurus nanus    |
|  |                      |
|  | Nyctosaurus gracilis |
|  |                      |

|  | Barbaridactylus grandis |
|  |                         |
|  | Nyctosaurus lamegoi     |
|  |                         |

|  | Nyctosaurus nanus    |
|  |                      |
|  | Nyctosaurus gracilis |
|  |                      |

|  | Barbaridactylus grandis |
|  |                         |
|  | Nyctosaurus lamegoi     |
|  |                         |

|  | Nyctosaurus nanus    |
|  |                      |
|  | Nyctosaurus gracilis |
|  |                      |

|  | Alcione elanius   |
|  |                   |
|  | Simurghia robusta |
|  |                   |

|  | Barbaridactylus grandis |
|  |                         |
|  | Nyctosaurus lamegoi     |
|  |                         |

|  | Nyctosaurus nanus    |
|  |                      |
|  | Nyctosaurus gracilis |
|  |                      |

|  | Barbaridactylus grandis |
|  |                         |
|  | Nyctosaurus lamegoi     |
|  |                         |

|  | Nyctosaurus nanus    |
|  |                      |
|  | Nyctosaurus gracilis |
|  |                      |

|  | Barbaridactylus grandis |
|  |                         |
|  | Nyctosaurus lamegoi     |
|  |                         |

|  | Nyctosaurus nanus    |
|  |                      |
|  | Nyctosaurus gracilis |
|  |                      |

|  | Barbaridactylus grandis |
|  |                         |
|  | Nyctosaurus lamegoi     |
|  |                         |

|  | Nyctosaurus nanus    |
|  |                      |
|  | Nyctosaurus gracilis |
|  |                      |

|  | Alcione elanius   |
|  |                   |
|  | Simurghia robusta |
|  |                   |

|  | Barbaridactylus grandis |
|  |                         |
|  | Nyctosaurus lamegoi     |
|  |                         |

|  | Nyctosaurus nanus    |
|  |                      |
|  | Nyctosaurus gracilis |
|  |                      |

|  | Barbaridactylus grandis |
|  |                         |
|  | Nyctosaurus lamegoi     |
|  |                         |

|  | Nyctosaurus nanus    |
|  |                      |
|  | Nyctosaurus gracilis |
|  |                      |

|  | Barbaridactylus grandis |
|  |                         |
|  | Nyctosaurus lamegoi     |
|  |                         |

|  | Nyctosaurus nanus    |
|  |                      |
|  | Nyctosaurus gracilis |
|  |                      |

|  | Barbaridactylus grandis |
|  |                         |
|  | Nyctosaurus lamegoi     |
|  |                         |

|  | Nyctosaurus nanus    |
|  |                      |
|  | Nyctosaurus gracilis |
|  |                      |

|  | \| \| Geosternbergia sternbergi \| \| \| \| \| \| Pteranodon longiceps \| \| \| \| |
|  |                                                                                    |
|  | Tethydraco regalis                                                                 |
|  |                                                                                    |
|  | Geosternbergia sternbergi                                                          |
|  |                                                                                    |
|  | Pteranodon longiceps                                                               |
|  |                                                                                    |

|  | Geosternbergia sternbergi |
|  |                           |
|  | Pteranodon longiceps      |
|  |                           |

|  | \| \| Geosternbergia sternbergi \| \| \| \| \| \| Pteranodon longiceps \| \| \| \| |
|  |                                                                                    |
|  | Tethydraco regalis                                                                 |
|  |                                                                                    |
|  | Geosternbergia sternbergi                                                          |
|  |                                                                                    |
|  | Pteranodon longiceps                                                               |
|  |                                                                                    |

|  | Geosternbergia sternbergi |
|  |                           |
|  | Pteranodon longiceps      |
|  |                           |

|  | Alcione elanius   |
|  |                   |
|  | Simurghia robusta |
|  |                   |

|  | Barbaridactylus grandis |
|  |                         |
|  | Nyctosaurus lamegoi     |
|  |                         |

|  | Nyctosaurus nanus    |
|  |                      |
|  | Nyctosaurus gracilis |
|  |                      |

|  | Barbaridactylus grandis |
|  |                         |
|  | Nyctosaurus lamegoi     |
|  |                         |

|  | Nyctosaurus nanus    |
|  |                      |
|  | Nyctosaurus gracilis |
|  |                      |

|  | Barbaridactylus grandis |
|  |                         |
|  | Nyctosaurus lamegoi     |
|  |                         |

|  | Nyctosaurus nanus    |
|  |                      |
|  | Nyctosaurus gracilis |
|  |                      |

|  | Barbaridactylus grandis |
|  |                         |
|  | Nyctosaurus lamegoi     |
|  |                         |

|  | Nyctosaurus nanus    |
|  |                      |
|  | Nyctosaurus gracilis |
|  |                      |

|  | Alcione elanius   |
|  |                   |
|  | Simurghia robusta |
|  |                   |

|  | Barbaridactylus grandis |
|  |                         |
|  | Nyctosaurus lamegoi     |
|  |                         |

|  | Nyctosaurus nanus    |
|  |                      |
|  | Nyctosaurus gracilis |
|  |                      |

|  | Barbaridactylus grandis |
|  |                         |
|  | Nyctosaurus lamegoi     |
|  |                         |

|  | Nyctosaurus nanus    |
|  |                      |
|  | Nyctosaurus gracilis |
|  |                      |

|  | Barbaridactylus grandis |
|  |                         |
|  | Nyctosaurus lamegoi     |
|  |                         |

|  | Nyctosaurus nanus    |
|  |                      |
|  | Nyctosaurus gracilis |
|  |                      |

|  | Barbaridactylus grandis |
|  |                         |
|  | Nyctosaurus lamegoi     |
|  |                         |

|  | Nyctosaurus nanus    |
|  |                      |
|  | Nyctosaurus gracilis |
|  |                      |

|  | Alcione elanius   |
|  |                   |
|  | Simurghia robusta |
|  |                   |

|  | Barbaridactylus grandis |
|  |                         |
|  | Nyctosaurus lamegoi     |
|  |                         |

|  | Nyctosaurus nanus    |
|  |                      |
|  | Nyctosaurus gracilis |
|  |                      |

|  | Barbaridactylus grandis |
|  |                         |
|  | Nyctosaurus lamegoi     |
|  |                         |

|  | Nyctosaurus nanus    |
|  |                      |
|  | Nyctosaurus gracilis |
|  |                      |

|  | Barbaridactylus grandis |
|  |                         |
|  | Nyctosaurus lamegoi     |
|  |                         |

|  | Nyctosaurus nanus    |
|  |                      |
|  | Nyctosaurus gracilis |
|  |                      |

|  | Barbaridactylus grandis |
|  |                         |
|  | Nyctosaurus lamegoi     |
|  |                         |

|  | Nyctosaurus nanus    |
|  |                      |
|  | Nyctosaurus gracilis |
|  |                      |

|  | Alcione elanius   |
|  |                   |
|  | Simurghia robusta |
|  |                   |

|  | Barbaridactylus grandis |
|  |                         |
|  | Nyctosaurus lamegoi     |
|  |                         |

|  | Nyctosaurus nanus    |
|  |                      |
|  | Nyctosaurus gracilis |
|  |                      |

|  | Barbaridactylus grandis |
|  |                         |
|  | Nyctosaurus lamegoi     |
|  |                         |

|  | Nyctosaurus nanus    |
|  |                      |
|  | Nyctosaurus gracilis |
|  |                      |

|  | Barbaridactylus grandis |
|  |                         |
|  | Nyctosaurus lamegoi     |
|  |                         |

|  | Nyctosaurus nanus    |
|  |                      |
|  | Nyctosaurus gracilis |
|  |                      |

|  | Barbaridactylus grandis |
|  |                         |
|  | Nyctosaurus lamegoi     |
|  |                         |

|  | Nyctosaurus nanus    |
|  |                      |
|  | Nyctosaurus gracilis |
|  |                      |

|  | Alcione elanius   |
|  |                   |
|  | Simurghia robusta |
|  |                   |

|  | Barbaridactylus grandis |
|  |                         |
|  | Nyctosaurus lamegoi     |
|  |                         |

|  | Nyctosaurus nanus    |
|  |                      |
|  | Nyctosaurus gracilis |
|  |                      |

|  | Barbaridactylus grandis |
|  |                         |
|  | Nyctosaurus lamegoi     |
|  |                         |

|  | Nyctosaurus nanus    |
|  |                      |
|  | Nyctosaurus gracilis |
|  |                      |

|  | Barbaridactylus grandis |
|  |                         |
|  | Nyctosaurus lamegoi     |
|  |                         |

|  | Nyctosaurus nanus    |
|  |                      |
|  | Nyctosaurus gracilis |
|  |                      |

|  | Barbaridactylus grandis |
|  |                         |
|  | Nyctosaurus lamegoi     |
|  |                         |

|  | Nyctosaurus nanus    |
|  |                      |
|  | Nyctosaurus gracilis |
|  |                      |

|  | Alcione elanius   |
|  |                   |
|  | Simurghia robusta |
|  |                   |

|  | Barbaridactylus grandis |
|  |                         |
|  | Nyctosaurus lamegoi     |
|  |                         |

|  | Nyctosaurus nanus    |
|  |                      |
|  | Nyctosaurus gracilis |
|  |                      |

|  | Barbaridactylus grandis |
|  |                         |
|  | Nyctosaurus lamegoi     |
|  |                         |

|  | Nyctosaurus nanus    |
|  |                      |
|  | Nyctosaurus gracilis |
|  |                      |

|  | Barbaridactylus grandis |
|  |                         |
|  | Nyctosaurus lamegoi     |
|  |                         |

|  | Nyctosaurus nanus    |
|  |                      |
|  | Nyctosaurus gracilis |
|  |                      |

|  | Barbaridactylus grandis |
|  |                         |
|  | Nyctosaurus lamegoi     |
|  |                         |

|  | Nyctosaurus nanus    |
|  |                      |
|  | Nyctosaurus gracilis |
|  |                      |

|  | Alcione elanius   |
|  |                   |
|  | Simurghia robusta |
|  |                   |

|  | Barbaridactylus grandis |
|  |                         |
|  | Nyctosaurus lamegoi     |
|  |                         |

|  | Nyctosaurus nanus    |
|  |                      |
|  | Nyctosaurus gracilis |
|  |                      |

|  | Barbaridactylus grandis |
|  |                         |
|  | Nyctosaurus lamegoi     |
|  |                         |

|  | Nyctosaurus nanus    |
|  |                      |
|  | Nyctosaurus gracilis |
|  |                      |

|  | Barbaridactylus grandis |
|  |                         |
|  | Nyctosaurus lamegoi     |
|  |                         |

|  | Nyctosaurus nanus    |
|  |                      |
|  | Nyctosaurus gracilis |
|  |                      |

|  | Barbaridactylus grandis |
|  |                         |
|  | Nyctosaurus lamegoi     |
|  |                         |

|  | Nyctosaurus nanus    |
|  |                      |
|  | Nyctosaurus gracilis |
|  |                      |

|  | Alcione elanius   |
|  |                   |
|  | Simurghia robusta |
|  |                   |

|  | Barbaridactylus grandis |
|  |                         |
|  | Nyctosaurus lamegoi     |
|  |                         |

|  | Nyctosaurus nanus    |
|  |                      |
|  | Nyctosaurus gracilis |
|  |                      |

|  | Barbaridactylus grandis |
|  |                         |
|  | Nyctosaurus lamegoi     |
|  |                         |

|  | Nyctosaurus nanus    |
|  |                      |
|  | Nyctosaurus gracilis |
|  |                      |

|  | Barbaridactylus grandis |
|  |                         |
|  | Nyctosaurus lamegoi     |
|  |                         |

|  | Nyctosaurus nanus    |
|  |                      |
|  | Nyctosaurus gracilis |
|  |                      |

|  | Barbaridactylus grandis |
|  |                         |
|  | Nyctosaurus lamegoi     |
|  |                         |

|  | Nyctosaurus nanus    |
|  |                      |
|  | Nyctosaurus gracilis |
|  |                      |

|  | \| \| Geosternbergia sternbergi \| \| \| \| \| \| Pteranodon longiceps \| \| \| \| |
|  |                                                                                    |
|  | Tethydraco regalis                                                                 |
|  |                                                                                    |
|  | Geosternbergia sternbergi                                                          |
|  |                                                                                    |
|  | Pteranodon longiceps                                                               |
|  |                                                                                    |

|  | Geosternbergia sternbergi |
|  |                           |
|  | Pteranodon longiceps      |
|  |                           |

|  | \| \| Geosternbergia sternbergi \| \| \| \| \| \| Pteranodon longiceps \| \| \| \| |
|  |                                                                                    |
|  | Tethydraco regalis                                                                 |
|  |                                                                                    |
|  | Geosternbergia sternbergi                                                          |
|  |                                                                                    |
|  | Pteranodon longiceps                                                               |
|  |                                                                                    |

|  | Geosternbergia sternbergi |
|  |                           |
|  | Pteranodon longiceps      |
|  |                           |

|  | Alcione elanius   |
|  |                   |
|  | Simurghia robusta |
|  |                   |

|  | Barbaridactylus grandis |
|  |                         |
|  | Nyctosaurus lamegoi     |
|  |                         |

|  | Nyctosaurus nanus    |
|  |                      |
|  | Nyctosaurus gracilis |
|  |                      |

|  | Barbaridactylus grandis |
|  |                         |
|  | Nyctosaurus lamegoi     |
|  |                         |

|  | Nyctosaurus nanus    |
|  |                      |
|  | Nyctosaurus gracilis |
|  |                      |

|  | Barbaridactylus grandis |
|  |                         |
|  | Nyctosaurus lamegoi     |
|  |                         |

|  | Nyctosaurus nanus    |
|  |                      |
|  | Nyctosaurus gracilis |
|  |                      |

|  | Barbaridactylus grandis |
|  |                         |
|  | Nyctosaurus lamegoi     |
|  |                         |

|  | Nyctosaurus nanus    |
|  |                      |
|  | Nyctosaurus gracilis |
|  |                      |

|  | Alcione elanius   |
|  |                   |
|  | Simurghia robusta |
|  |                   |

|  | Barbaridactylus grandis |
|  |                         |
|  | Nyctosaurus lamegoi     |
|  |                         |

|  | Nyctosaurus nanus    |
|  |                      |
|  | Nyctosaurus gracilis |
|  |                      |

|  | Barbaridactylus grandis |
|  |                         |
|  | Nyctosaurus lamegoi     |
|  |                         |

|  | Nyctosaurus nanus    |
|  |                      |
|  | Nyctosaurus gracilis |
|  |                      |

|  | Barbaridactylus grandis |
|  |                         |
|  | Nyctosaurus lamegoi     |
|  |                         |

|  | Nyctosaurus nanus    |
|  |                      |
|  | Nyctosaurus gracilis |
|  |                      |

|  | Barbaridactylus grandis |
|  |                         |
|  | Nyctosaurus lamegoi     |
|  |                         |

|  | Nyctosaurus nanus    |
|  |                      |
|  | Nyctosaurus gracilis |
|  |                      |

|  | Alcione elanius   |
|  |                   |
|  | Simurghia robusta |
|  |                   |

|  | Barbaridactylus grandis |
|  |                         |
|  | Nyctosaurus lamegoi     |
|  |                         |

|  | Nyctosaurus nanus    |
|  |                      |
|  | Nyctosaurus gracilis |
|  |                      |

|  | Barbaridactylus grandis |
|  |                         |
|  | Nyctosaurus lamegoi     |
|  |                         |

|  | Nyctosaurus nanus    |
|  |                      |
|  | Nyctosaurus gracilis |
|  |                      |

|  | Barbaridactylus grandis |
|  |                         |
|  | Nyctosaurus lamegoi     |
|  |                         |

|  | Nyctosaurus nanus    |
|  |                      |
|  | Nyctosaurus gracilis |
|  |                      |

|  | Barbaridactylus grandis |
|  |                         |
|  | Nyctosaurus lamegoi     |
|  |                         |

|  | Nyctosaurus nanus    |
|  |                      |
|  | Nyctosaurus gracilis |
|  |                      |

|  | Alcione elanius   |
|  |                   |
|  | Simurghia robusta |
|  |                   |

|  | Barbaridactylus grandis |
|  |                         |
|  | Nyctosaurus lamegoi     |
|  |                         |

|  | Nyctosaurus nanus    |
|  |                      |
|  | Nyctosaurus gracilis |
|  |                      |

|  | Barbaridactylus grandis |
|  |                         |
|  | Nyctosaurus lamegoi     |
|  |                         |

|  | Nyctosaurus nanus    |
|  |                      |
|  | Nyctosaurus gracilis |
|  |                      |

|  | Barbaridactylus grandis |
|  |                         |
|  | Nyctosaurus lamegoi     |
|  |                         |

|  | Nyctosaurus nanus    |
|  |                      |
|  | Nyctosaurus gracilis |
|  |                      |

|  | Barbaridactylus grandis |
|  |                         |
|  | Nyctosaurus lamegoi     |
|  |                         |

|  | Nyctosaurus nanus    |
|  |                      |
|  | Nyctosaurus gracilis |
|  |                      |

|  | Alcione elanius   |
|  |                   |
|  | Simurghia robusta |
|  |                   |

|  | Barbaridactylus grandis |
|  |                         |
|  | Nyctosaurus lamegoi     |
|  |                         |

|  | Nyctosaurus nanus    |
|  |                      |
|  | Nyctosaurus gracilis |
|  |                      |

|  | Barbaridactylus grandis |
|  |                         |
|  | Nyctosaurus lamegoi     |
|  |                         |

|  | Nyctosaurus nanus    |
|  |                      |
|  | Nyctosaurus gracilis |
|  |                      |

|  | Barbaridactylus grandis |
|  |                         |
|  | Nyctosaurus lamegoi     |
|  |                         |

|  | Nyctosaurus nanus    |
|  |                      |
|  | Nyctosaurus gracilis |
|  |                      |

|  | Barbaridactylus grandis |
|  |                         |
|  | Nyctosaurus lamegoi     |
|  |                         |

|  | Nyctosaurus nanus    |
|  |                      |
|  | Nyctosaurus gracilis |
|  |                      |

|  | Alcione elanius   |
|  |                   |
|  | Simurghia robusta |
|  |                   |

|  | Barbaridactylus grandis |
|  |                         |
|  | Nyctosaurus lamegoi     |
|  |                         |

|  | Nyctosaurus nanus    |
|  |                      |
|  | Nyctosaurus gracilis |
|  |                      |

|  | Barbaridactylus grandis |
|  |                         |
|  | Nyctosaurus lamegoi     |
|  |                         |

|  | Nyctosaurus nanus    |
|  |                      |
|  | Nyctosaurus gracilis |
|  |                      |

|  | Barbaridactylus grandis |
|  |                         |
|  | Nyctosaurus lamegoi     |
|  |                         |

|  | Nyctosaurus nanus    |
|  |                      |
|  | Nyctosaurus gracilis |
|  |                      |

|  | Barbaridactylus grandis |
|  |                         |
|  | Nyctosaurus lamegoi     |
|  |                         |

|  | Nyctosaurus nanus    |
|  |                      |
|  | Nyctosaurus gracilis |
|  |                      |

|  | Alcione elanius   |
|  |                   |
|  | Simurghia robusta |
|  |                   |

|  | Barbaridactylus grandis |
|  |                         |
|  | Nyctosaurus lamegoi     |
|  |                         |

|  | Nyctosaurus nanus    |
|  |                      |
|  | Nyctosaurus gracilis |
|  |                      |

|  | Barbaridactylus grandis |
|  |                         |
|  | Nyctosaurus lamegoi     |
|  |                         |

|  | Nyctosaurus nanus    |
|  |                      |
|  | Nyctosaurus gracilis |
|  |                      |

|  | Barbaridactylus grandis |
|  |                         |
|  | Nyctosaurus lamegoi     |
|  |                         |

|  | Nyctosaurus nanus    |
|  |                      |
|  | Nyctosaurus gracilis |
|  |                      |

|  | Barbaridactylus grandis |
|  |                         |
|  | Nyctosaurus lamegoi     |
|  |                         |

|  | Nyctosaurus nanus    |
|  |                      |
|  | Nyctosaurus gracilis |
|  |                      |

|  | Alcione elanius   |
|  |                   |
|  | Simurghia robusta |
|  |                   |

|  | Barbaridactylus grandis |
|  |                         |
|  | Nyctosaurus lamegoi     |
|  |                         |

|  | Nyctosaurus nanus    |
|  |                      |
|  | Nyctosaurus gracilis |
|  |                      |

|  | Barbaridactylus grandis |
|  |                         |
|  | Nyctosaurus lamegoi     |
|  |                         |

|  | Nyctosaurus nanus    |
|  |                      |
|  | Nyctosaurus gracilis |
|  |                      |

|  | Barbaridactylus grandis |
|  |                         |
|  | Nyctosaurus lamegoi     |
|  |                         |

|  | Nyctosaurus nanus    |
|  |                      |
|  | Nyctosaurus gracilis |
|  |                      |

|  | Barbaridactylus grandis |
|  |                         |
|  | Nyctosaurus lamegoi     |
|  |                         |

|  | Nyctosaurus nanus    |
|  |                      |
|  | Nyctosaurus gracilis |
|  |                      |

|  | \| \| Geosternbergia sternbergi \| \| \| \| \| \| Pteranodon longiceps \| \| \| \| |
|  |                                                                                    |
|  | Tethydraco regalis                                                                 |
|  |                                                                                    |
|  | Geosternbergia sternbergi                                                          |
|  |                                                                                    |
|  | Pteranodon longiceps                                                               |
|  |                                                                                    |

|  | Geosternbergia sternbergi |
|  |                           |
|  | Pteranodon longiceps      |
|  |                           |

|  | \| \| Geosternbergia sternbergi \| \| \| \| \| \| Pteranodon longiceps \| \| \| \| |
|  |                                                                                    |
|  | Tethydraco regalis                                                                 |
|  |                                                                                    |
|  | Geosternbergia sternbergi                                                          |
|  |                                                                                    |
|  | Pteranodon longiceps                                                               |
|  |                                                                                    |

|  | Geosternbergia sternbergi |
|  |                           |
|  | Pteranodon longiceps      |
|  |                           |

|  | Alcione elanius   |
|  |                   |
|  | Simurghia robusta |
|  |                   |

|  | Barbaridactylus grandis |
|  |                         |
|  | Nyctosaurus lamegoi     |
|  |                         |

|  | Nyctosaurus nanus    |
|  |                      |
|  | Nyctosaurus gracilis |
|  |                      |

|  | Barbaridactylus grandis |
|  |                         |
|  | Nyctosaurus lamegoi     |
|  |                         |

|  | Nyctosaurus nanus    |
|  |                      |
|  | Nyctosaurus gracilis |
|  |                      |

|  | Barbaridactylus grandis |
|  |                         |
|  | Nyctosaurus lamegoi     |
|  |                         |

|  | Nyctosaurus nanus    |
|  |                      |
|  | Nyctosaurus gracilis |
|  |                      |

|  | Barbaridactylus grandis |
|  |                         |
|  | Nyctosaurus lamegoi     |
|  |                         |

|  | Nyctosaurus nanus    |
|  |                      |
|  | Nyctosaurus gracilis |
|  |                      |

|  | Alcione elanius   |
|  |                   |
|  | Simurghia robusta |
|  |                   |

|  | Barbaridactylus grandis |
|  |                         |
|  | Nyctosaurus lamegoi     |
|  |                         |

|  | Nyctosaurus nanus    |
|  |                      |
|  | Nyctosaurus gracilis |
|  |                      |

|  | Barbaridactylus grandis |
|  |                         |
|  | Nyctosaurus lamegoi     |
|  |                         |

|  | Nyctosaurus nanus    |
|  |                      |
|  | Nyctosaurus gracilis |
|  |                      |

|  | Barbaridactylus grandis |
|  |                         |
|  | Nyctosaurus lamegoi     |
|  |                         |

|  | Nyctosaurus nanus    |
|  |                      |
|  | Nyctosaurus gracilis |
|  |                      |

|  | Barbaridactylus grandis |
|  |                         |
|  | Nyctosaurus lamegoi     |
|  |                         |

|  | Nyctosaurus nanus    |
|  |                      |
|  | Nyctosaurus gracilis |
|  |                      |

|  | Alcione elanius   |
|  |                   |
|  | Simurghia robusta |
|  |                   |

|  | Barbaridactylus grandis |
|  |                         |
|  | Nyctosaurus lamegoi     |
|  |                         |

|  | Nyctosaurus nanus    |
|  |                      |
|  | Nyctosaurus gracilis |
|  |                      |

|  | Barbaridactylus grandis |
|  |                         |
|  | Nyctosaurus lamegoi     |
|  |                         |

|  | Nyctosaurus nanus    |
|  |                      |
|  | Nyctosaurus gracilis |
|  |                      |

|  | Barbaridactylus grandis |
|  |                         |
|  | Nyctosaurus lamegoi     |
|  |                         |

|  | Nyctosaurus nanus    |
|  |                      |
|  | Nyctosaurus gracilis |
|  |                      |

|  | Barbaridactylus grandis |
|  |                         |
|  | Nyctosaurus lamegoi     |
|  |                         |

|  | Nyctosaurus nanus    |
|  |                      |
|  | Nyctosaurus gracilis |
|  |                      |

|  | Alcione elanius   |
|  |                   |
|  | Simurghia robusta |
|  |                   |

|  | Barbaridactylus grandis |
|  |                         |
|  | Nyctosaurus lamegoi     |
|  |                         |

|  | Nyctosaurus nanus    |
|  |                      |
|  | Nyctosaurus gracilis |
|  |                      |

|  | Barbaridactylus grandis |
|  |                         |
|  | Nyctosaurus lamegoi     |
|  |                         |

|  | Nyctosaurus nanus    |
|  |                      |
|  | Nyctosaurus gracilis |
|  |                      |

|  | Barbaridactylus grandis |
|  |                         |
|  | Nyctosaurus lamegoi     |
|  |                         |

|  | Nyctosaurus nanus    |
|  |                      |
|  | Nyctosaurus gracilis |
|  |                      |

|  | Barbaridactylus grandis |
|  |                         |
|  | Nyctosaurus lamegoi     |
|  |                         |

|  | Nyctosaurus nanus    |
|  |                      |
|  | Nyctosaurus gracilis |
|  |                      |

|  | Alcione elanius   |
|  |                   |
|  | Simurghia robusta |
|  |                   |

|  | Barbaridactylus grandis |
|  |                         |
|  | Nyctosaurus lamegoi     |
|  |                         |

|  | Nyctosaurus nanus    |
|  |                      |
|  | Nyctosaurus gracilis |
|  |                      |

|  | Barbaridactylus grandis |
|  |                         |
|  | Nyctosaurus lamegoi     |
|  |                         |

|  | Nyctosaurus nanus    |
|  |                      |
|  | Nyctosaurus gracilis |
|  |                      |

|  | Barbaridactylus grandis |
|  |                         |
|  | Nyctosaurus lamegoi     |
|  |                         |

|  | Nyctosaurus nanus    |
|  |                      |
|  | Nyctosaurus gracilis |
|  |                      |

|  | Barbaridactylus grandis |
|  |                         |
|  | Nyctosaurus lamegoi     |
|  |                         |

|  | Nyctosaurus nanus    |
|  |                      |
|  | Nyctosaurus gracilis |
|  |                      |

|  | Alcione elanius   |
|  |                   |
|  | Simurghia robusta |
|  |                   |

|  | Barbaridactylus grandis |
|  |                         |
|  | Nyctosaurus lamegoi     |
|  |                         |

|  | Nyctosaurus nanus    |
|  |                      |
|  | Nyctosaurus gracilis |
|  |                      |

|  | Barbaridactylus grandis |
|  |                         |
|  | Nyctosaurus lamegoi     |
|  |                         |

|  | Nyctosaurus nanus    |
|  |                      |
|  | Nyctosaurus gracilis |
|  |                      |

|  | Barbaridactylus grandis |
|  |                         |
|  | Nyctosaurus lamegoi     |
|  |                         |

|  | Nyctosaurus nanus    |
|  |                      |
|  | Nyctosaurus gracilis |
|  |                      |

|  | Barbaridactylus grandis |
|  |                         |
|  | Nyctosaurus lamegoi     |
|  |                         |

|  | Nyctosaurus nanus    |
|  |                      |
|  | Nyctosaurus gracilis |
|  |                      |

|  | Alcione elanius   |
|  |                   |
|  | Simurghia robusta |
|  |                   |

|  | Barbaridactylus grandis |
|  |                         |
|  | Nyctosaurus lamegoi     |
|  |                         |

|  | Nyctosaurus nanus    |
|  |                      |
|  | Nyctosaurus gracilis |
|  |                      |

|  | Barbaridactylus grandis |
|  |                         |
|  | Nyctosaurus lamegoi     |
|  |                         |

|  | Nyctosaurus nanus    |
|  |                      |
|  | Nyctosaurus gracilis |
|  |                      |

|  | Barbaridactylus grandis |
|  |                         |
|  | Nyctosaurus lamegoi     |
|  |                         |

|  | Nyctosaurus nanus    |
|  |                      |
|  | Nyctosaurus gracilis |
|  |                      |

|  | Barbaridactylus grandis |
|  |                         |
|  | Nyctosaurus lamegoi     |
|  |                         |

|  | Nyctosaurus nanus    |
|  |                      |
|  | Nyctosaurus gracilis |
|  |                      |

|  | Alcione elanius   |
|  |                   |
|  | Simurghia robusta |
|  |                   |

|  | Barbaridactylus grandis |
|  |                         |
|  | Nyctosaurus lamegoi     |
|  |                         |

|  | Nyctosaurus nanus    |
|  |                      |
|  | Nyctosaurus gracilis |
|  |                      |

|  | Barbaridactylus grandis |
|  |                         |
|  | Nyctosaurus lamegoi     |
|  |                         |

|  | Nyctosaurus nanus    |
|  |                      |
|  | Nyctosaurus gracilis |
|  |                      |

|  | Barbaridactylus grandis |
|  |                         |
|  | Nyctosaurus lamegoi     |
|  |                         |

|  | Nyctosaurus nanus    |
|  |                      |
|  | Nyctosaurus gracilis |
|  |                      |

|  | Barbaridactylus grandis |
|  |                         |
|  | Nyctosaurus lamegoi     |
|  |                         |

|  | Nyctosaurus nanus    |
|  |                      |
|  | Nyctosaurus gracilis |
|  |                      |

|  | \| \| Geosternbergia sternbergi \| \| \| \| \| \| Pteranodon longiceps \| \| \| \| |
|  |                                                                                    |
|  | Tethydraco regalis                                                                 |
|  |                                                                                    |
|  | Geosternbergia sternbergi                                                          |
|  |                                                                                    |
|  | Pteranodon longiceps                                                               |
|  |                                                                                    |

|  | Geosternbergia sternbergi |
|  |                           |
|  | Pteranodon longiceps      |
|  |                           |

|  | \| \| Geosternbergia sternbergi \| \| \| \| \| \| Pteranodon longiceps \| \| \| \| |
|  |                                                                                    |
|  | Tethydraco regalis                                                                 |
|  |                                                                                    |
|  | Geosternbergia sternbergi                                                          |
|  |                                                                                    |
|  | Pteranodon longiceps                                                               |
|  |                                                                                    |

|  | Geosternbergia sternbergi |
|  |                           |
|  | Pteranodon longiceps      |
|  |                           |

|  | Alcione elanius   |
|  |                   |
|  | Simurghia robusta |
|  |                   |

|  | Barbaridactylus grandis |
|  |                         |
|  | Nyctosaurus lamegoi     |
|  |                         |

|  | Nyctosaurus nanus    |
|  |                      |
|  | Nyctosaurus gracilis |
|  |                      |

|  | Barbaridactylus grandis |
|  |                         |
|  | Nyctosaurus lamegoi     |
|  |                         |

|  | Nyctosaurus nanus    |
|  |                      |
|  | Nyctosaurus gracilis |
|  |                      |

|  | Barbaridactylus grandis |
|  |                         |
|  | Nyctosaurus lamegoi     |
|  |                         |

|  | Nyctosaurus nanus    |
|  |                      |
|  | Nyctosaurus gracilis |
|  |                      |

|  | Barbaridactylus grandis |
|  |                         |
|  | Nyctosaurus lamegoi     |
|  |                         |

|  | Nyctosaurus nanus    |
|  |                      |
|  | Nyctosaurus gracilis |
|  |                      |

|  | Alcione elanius   |
|  |                   |
|  | Simurghia robusta |
|  |                   |

|  | Barbaridactylus grandis |
|  |                         |
|  | Nyctosaurus lamegoi     |
|  |                         |

|  | Nyctosaurus nanus    |
|  |                      |
|  | Nyctosaurus gracilis |
|  |                      |

|  | Barbaridactylus grandis |
|  |                         |
|  | Nyctosaurus lamegoi     |
|  |                         |

|  | Nyctosaurus nanus    |
|  |                      |
|  | Nyctosaurus gracilis |
|  |                      |

|  | Barbaridactylus grandis |
|  |                         |
|  | Nyctosaurus lamegoi     |
|  |                         |

|  | Nyctosaurus nanus    |
|  |                      |
|  | Nyctosaurus gracilis |
|  |                      |

|  | Barbaridactylus grandis |
|  |                         |
|  | Nyctosaurus lamegoi     |
|  |                         |

|  | Nyctosaurus nanus    |
|  |                      |
|  | Nyctosaurus gracilis |
|  |                      |

|  | Alcione elanius   |
|  |                   |
|  | Simurghia robusta |
|  |                   |

|  | Barbaridactylus grandis |
|  |                         |
|  | Nyctosaurus lamegoi     |
|  |                         |

|  | Nyctosaurus nanus    |
|  |                      |
|  | Nyctosaurus gracilis |
|  |                      |

|  | Barbaridactylus grandis |
|  |                         |
|  | Nyctosaurus lamegoi     |
|  |                         |

|  | Nyctosaurus nanus    |
|  |                      |
|  | Nyctosaurus gracilis |
|  |                      |

|  | Barbaridactylus grandis |
|  |                         |
|  | Nyctosaurus lamegoi     |
|  |                         |

|  | Nyctosaurus nanus    |
|  |                      |
|  | Nyctosaurus gracilis |
|  |                      |

|  | Barbaridactylus grandis |
|  |                         |
|  | Nyctosaurus lamegoi     |
|  |                         |

|  | Nyctosaurus nanus    |
|  |                      |
|  | Nyctosaurus gracilis |
|  |                      |

|  | Alcione elanius   |
|  |                   |
|  | Simurghia robusta |
|  |                   |

|  | Barbaridactylus grandis |
|  |                         |
|  | Nyctosaurus lamegoi     |
|  |                         |

|  | Nyctosaurus nanus    |
|  |                      |
|  | Nyctosaurus gracilis |
|  |                      |

|  | Barbaridactylus grandis |
|  |                         |
|  | Nyctosaurus lamegoi     |
|  |                         |

|  | Nyctosaurus nanus    |
|  |                      |
|  | Nyctosaurus gracilis |
|  |                      |

|  | Barbaridactylus grandis |
|  |                         |
|  | Nyctosaurus lamegoi     |
|  |                         |

|  | Nyctosaurus nanus    |
|  |                      |
|  | Nyctosaurus gracilis |
|  |                      |

|  | Barbaridactylus grandis |
|  |                         |
|  | Nyctosaurus lamegoi     |
|  |                         |

|  | Nyctosaurus nanus    |
|  |                      |
|  | Nyctosaurus gracilis |
|  |                      |

|  | Alcione elanius   |
|  |                   |
|  | Simurghia robusta |
|  |                   |

|  | Barbaridactylus grandis |
|  |                         |
|  | Nyctosaurus lamegoi     |
|  |                         |

|  | Nyctosaurus nanus    |
|  |                      |
|  | Nyctosaurus gracilis |
|  |                      |

|  | Barbaridactylus grandis |
|  |                         |
|  | Nyctosaurus lamegoi     |
|  |                         |

|  | Nyctosaurus nanus    |
|  |                      |
|  | Nyctosaurus gracilis |
|  |                      |

|  | Barbaridactylus grandis |
|  |                         |
|  | Nyctosaurus lamegoi     |
|  |                         |

|  | Nyctosaurus nanus    |
|  |                      |
|  | Nyctosaurus gracilis |
|  |                      |

|  | Barbaridactylus grandis |
|  |                         |
|  | Nyctosaurus lamegoi     |
|  |                         |

|  | Nyctosaurus nanus    |
|  |                      |
|  | Nyctosaurus gracilis |
|  |                      |

|  | Alcione elanius   |
|  |                   |
|  | Simurghia robusta |
|  |                   |

|  | Barbaridactylus grandis |
|  |                         |
|  | Nyctosaurus lamegoi     |
|  |                         |

|  | Nyctosaurus nanus    |
|  |                      |
|  | Nyctosaurus gracilis |
|  |                      |

|  | Barbaridactylus grandis |
|  |                         |
|  | Nyctosaurus lamegoi     |
|  |                         |

|  | Nyctosaurus nanus    |
|  |                      |
|  | Nyctosaurus gracilis |
|  |                      |

|  | Barbaridactylus grandis |
|  |                         |
|  | Nyctosaurus lamegoi     |
|  |                         |

|  | Nyctosaurus nanus    |
|  |                      |
|  | Nyctosaurus gracilis |
|  |                      |

|  | Barbaridactylus grandis |
|  |                         |
|  | Nyctosaurus lamegoi     |
|  |                         |

|  | Nyctosaurus nanus    |
|  |                      |
|  | Nyctosaurus gracilis |
|  |                      |

|  | Alcione elanius   |
|  |                   |
|  | Simurghia robusta |
|  |                   |

|  | Barbaridactylus grandis |
|  |                         |
|  | Nyctosaurus lamegoi     |
|  |                         |

|  | Nyctosaurus nanus    |
|  |                      |
|  | Nyctosaurus gracilis |
|  |                      |

|  | Barbaridactylus grandis |
|  |                         |
|  | Nyctosaurus lamegoi     |
|  |                         |

|  | Nyctosaurus nanus    |
|  |                      |
|  | Nyctosaurus gracilis |
|  |                      |

|  | Barbaridactylus grandis |
|  |                         |
|  | Nyctosaurus lamegoi     |
|  |                         |

|  | Nyctosaurus nanus    |
|  |                      |
|  | Nyctosaurus gracilis |
|  |                      |

|  | Barbaridactylus grandis |
|  |                         |
|  | Nyctosaurus lamegoi     |
|  |                         |

|  | Nyctosaurus nanus    |
|  |                      |
|  | Nyctosaurus gracilis |
|  |                      |

|  | Alcione elanius   |
|  |                   |
|  | Simurghia robusta |
|  |                   |

|  | Barbaridactylus grandis |
|  |                         |
|  | Nyctosaurus lamegoi     |
|  |                         |

|  | Nyctosaurus nanus    |
|  |                      |
|  | Nyctosaurus gracilis |
|  |                      |

|  | Barbaridactylus grandis |
|  |                         |
|  | Nyctosaurus lamegoi     |
|  |                         |

|  | Nyctosaurus nanus    |
|  |                      |
|  | Nyctosaurus gracilis |
|  |                      |

|  | Barbaridactylus grandis |
|  |                         |
|  | Nyctosaurus lamegoi     |
|  |                         |

|  | Nyctosaurus nanus    |
|  |                      |
|  | Nyctosaurus gracilis |
|  |                      |

|  | Barbaridactylus grandis |
|  |                         |
|  | Nyctosaurus lamegoi     |
|  |                         |

|  | Nyctosaurus nanus    |
|  |                      |
|  | Nyctosaurus gracilis |
|  |                      |